# 乱雑
| ウィキペディアには「乱雑」という見出しの百科事典記事はありません（タイトルに「乱雑」を含むページの一覧/「乱雑」で始まるページの一覧）。 代わりにウィクショナリーのページ「乱雑」が役に立つかもしれません。 |